# Войнич (Польша)
Войнич (пол. Wojnicz)  —  город  в Польше, входит в Малопольское воеводство,  Тарнувский повят.  Имеет статус городско-сельской гмины. Занимает площадь 8,50 км². Население — 3400 человек (на 2006 год).